# Giải bóng đá Vô địch U-17 Quốc gia 2018
Giải bóng đá Vô địch U-17 Quốc gia 2018 (Tên gọi chính thức là: Giải bóng đá Vô địch U-17 Quốc gia - Cúp Thái Sơn Nam 2018) là mùa giải bóng đá lần thứ 15 của Giải bóng đá U17 quốc gia do VFF tổ chức, với nhà tài trợ chính đó là Công ty TNHH Thương mại Thái Sơn Nam. Đây là lần thứ 8 liên tiếp Thái Sơn Nam tài trợ cho giải đấu này.

## Giải thưởng
- Đội vô địch: Cúp, Huy chương vàng, bảng danh vị và Giải thưởng: 50.000.000đ
- Đội thứ nhì: Huy chương bạc, bảng danh vị và giải thưởng: 30.000.000đ
- Hai đội đồng thứ ba: Huy chương đồng, bảng danh vị và giải thưởng: 20.000.000đ/đội

(Mỗi bộ huy chương gồm 32 chiếc)
- Giải phong cách: bảng danh vị và giải thưởng: 10.000.000đ
- Cầu thủ xuất sắc nhất: bảng danh vị và giải thưởng: 5.000.000đ
- Cầu thủ ghi nhiều bàn thắng nhất: bảng danh vị và giải thưởng:	5.000.000đ

(Nếu trường hợp có từ hai cầu thủ trở lên ghi được số bàn thắng cao nhất bằng nhau, thì giải thưởng sẽ được chia đều cho các cầu thủ đó)
- Thủ môn xuất sắc nhất: bảng danh vị và giải thưởng: 5.000.000đ
- Tổ trọng tài hoàn thành xuất sắc nhiệm vụ: 5.000.000đ.

## Tiêu chí xếp hạng
Dưới đây là tiêu chí xếp hạng các đội bóng được quy định trong điều lệ của giải đấu.
- Tính tổng số điểm của các Đội đạt được để xếp thứ hạng trong bảng/nhóm.
- Tính thành tích đối đầu của các Đội bóng:

1. Tổng số điểm.
2. Hiệu số của tổng số bàn thắng trừ tổng số bàn thua.
3. Tổng số bàn thắng.

- Tính các chỉ số của tất cả các trận đấu trong bảng/nhóm theo thứ tự:

1. Hiệu số của tổng số bàn thắng trừ tổng số bàn thua.
2. Tổng số bàn thắng.

- Bốc thăm để xác định thứ hạng của các Đội trong bảng/ nhóm (trong trường hợp chỉ có hai đội có các chỉ số trên bằng nhau và còn thi đấu trên sân thì sẽ tiếp tục thi đá luân lưu 11m để xác định đội xếp trên).

## Vòng loại
Ngày 25 tháng 5 năm 2018, Liên đoàn Bóng đá Việt Nam tiến hành công bố lịch thi đấu vòng loại của Giải bóng đá vô địch U17 quốc gia 2018. Theo đó, vòng loại diễn ra từ ngày 26 tháng 5 năm 2018 đến ngày 17 tháng 6 năm 2018 trên 4 địa điểm đăng cai tổ chức. Mùa giải 2018, có 24 đội U17 tham dự vòng loại. Các Đội thi đấu vòng tròn hai lượt tính điểm xếp hạng tại mỗi bảng. Chọn 4 Đội xếp thứ Nhất và 3 Đội xếp thứ Nhì có điểm và các chỉ số cao hơn ở bốn bảng vào vòng chung kết.
| Đội bóng             | Ghi chú |
| -------------------- | ------- |
| U17 Viettel          | [ a ]   |
| U17 Hà Nội           |         |
| U17 Quảng Ninh       |         |
| U17 Hải Phòng        |         |
| U17 Công An Nhân Dân |         |
| U17 Nam Định         |         |

| Đội bóng             | Ghi chú |
| -------------------- | ------- |
| U17 Thanh Hóa        | [ b ]   |
| U17 SHB Đà Nẵng      |         |
| U17 Sông Lam Nghệ An |         |
| U17 Quảng Nam        |         |
| U17 Tây Ninh         |         |
| U17 Thừa Thiên Huế   |         |

| Đội bóng              | Ghi chú |
| --------------------- | ------- |
| U17 Hoàng Anh Gia Lai | [ c ]   |
| U17 Phú Yên           |         |
| U17 Khánh Hòa         |         |
| U17 Lâm Đồng          |         |
| U17 Bình Định         |         |
| U17 Bình Dương        |         |

| Đội bóng                  | Ghi chú |
| ------------------------- | ------- |
| U17 Thành phố Hồ Chí Minh | [ d ]   |
| U17 Long An               |         |
| U17 An Giang              |         |
| U17 Đồng Tháp             |         |
| U17 Cần Thơ               |         |
| U17 Đồng Nai              |         |

1. ↑  Bảng A do Trung tâm thể thao Viettel đăng cai tổ chức.
2. ↑  Bảng B do Công ty Cổ phần Bóng đá FLC Thanh Hóa đăng cai tổ chức.
3. ↑  Bảng C do Công ty cổ phần thể thao Hoàng Anh Gia Lai đăng cai tổ chức.
4. ↑  Bảng D do Trung tâm Thể dục Thể thao Thống Nhất đăng cai tổ chức.

## Vòng chung kết
Vòng đấu Nhóm của vòng chung kết bao gồm 8 Đội bóng trong đó có 7 Đội bóng vượt qua vòng loại và Đội chủ nhà U17 PVF. Tám Đội bóng chia làm 2 nhóm A và B, 4 Đội/Nhóm thi đấu vòng tròn một lượt ở mỗi nhóm để tính điểm, xếp hạng. Chọn 2 Đội đứng đầu mỗi nhóm vào thi đấu Bán kết. Hai Đội thua Bán kết đồng xếp Hạng Ba. Hai đội thắng Bán kết sẽ thi đấu trận Chung kết.
| Đội bóng             | Mã số |
| -------------------- | ----- |
| U17 PVF              | A1    |
| U17 Bình Dương       | A2    |
| U17 SHB Đà Nẵng      | A3    |
| U17 Công An Nhân Dân | A4    |

| Đội bóng              | Mã số |
| --------------------- | ----- |
| U17 Hoàng Anh Gia Lai | B1    |
| U17 Viettel           | B2    |
| U17 Sông Lam Nghệ An  | B3    |
| U17 An Giang          | B4    |

1. ↑  Quỹ Đầu tư và phát triển tài năng bóng đá Việt Nam đăng cai tổ chức cho nên được đặc cách mang mã số A1.

### Vòng đấu nhóm

#### Nhóm A
| VT | Đội                  | ST | T | H | B | BT | BB | HS  | Đ | Giành quyền tham dự hoặc xuống hạng |
| -- | -------------------- | -- | - | - | - | -- | -- | --- | - | ----------------------------------- |
| 1  | U17 SHB Đà Nẵng      | 3  | 2 | 0 | 1 | 7  | 2  | +5  | 6 | Vào vòng bán kết                    |
| 2  | U17 PVF              | 3  | 2 | 0 | 1 | 5  | 2  | +3  | 6 | Vào vòng bán kết                    |
| 3  | U17 Công An Nhân Dân | 3  | 2 | 0 | 1 | 8  | 1  | +7  | 6 |                                     |
| 4  | U17 Bình Dương       | 3  | 0 | 0 | 3 | 0  | 15 | −15 | 0 |                                     |

1. ↑  Thi đấu trận bán kết 1
2. ↑  Thi đấu trận bán kết 2

| U17 PVF                                                                                | 3–0      | U17 Bình Dương         |
| -------------------------------------------------------------------------------------- | -------- | ---------------------- |
| Võ Nguyên Hoàng (9) 31', 40', 90+4' · Đoàn Chí Bảo (17) 75' · Nguyễn Hoàng Duy (7) 90' | Chi tiết | Trần Hoàng Bảo (4) 44' |

| U17 SHB Đà Nẵng | 0–1      | U17 Công An Nhân Dân   |
| --------------- | -------- | ---------------------- |
|                 | Chi tiết | Bùi Anh Thống (10) 73' |

| U17 Bình Dương                                | 0–5      | U17 SHB Đà Nẵng                                                                   |
| --------------------------------------------- | -------- | --------------------------------------------------------------------------------- |
| Hồ Hữu Đô (21) 29' · Trần Hoàng Bào (4) 90+3' | Chi tiết | Bùi Quang Huy (8) 42', 83' · Phạm Văn Hữu (20) 46', 55' · Trần Thanh Tài (11) 62' |

| U17 Công An Nhân Dân                                                             | 0–1      | U17 PVF                                                                  |
| -------------------------------------------------------------------------------- | -------- | ------------------------------------------------------------------------ |
| Trần Quang Thịnh (21) 36' · Nguyễn Hữu Thực (15) 42' · Hoàng Trung Phong (1) 70' | Chi tiết | Võ Nguyên Hoàng (9) 71' · Võ Quốc Dân (16) 78' · Nguyễn Thế Hùng (8) 90' |

| U17 PVF                                          | 1–2      | U17 SHB Đà Nẵng                                 |
| ------------------------------------------------ | -------- | ----------------------------------------------- |
| Võ Nguyên Hoàng (9) 90+2' · Võ Quốc Dân (16) 15' | Chi tiết | Bùi Quang Huy (8) 50' · Trần Thanh Tài (11) 53' |

| U17 Công An Nhân Dân | 7–0      | U17 Bình Dương                                         |
| --- | -------- | ------------------------------------------------------ |
| Bùi Anh Thống (10) 10', 19' · Bùi Anh Đức (8) 14' · La Nguyễn Bảo Trung (24) 45+2', 55' · Giáp Tuấn Dương (2) 45+4' · Hoàng Văn Toản (4) 90+3' · Nguyễn Hữu Thực (15) 81' | Chi tiết | Nguyễn Hoàng Phúc Hậu (7) 11' · Đoàn Minh Nhựt (9) 65' |

#### Nhóm B
| VT | Đội                   | ST | T | H | B | BT | BB | HS | Đ | Giành quyền tham dự hoặc xuống hạng |
| -- | --------------------- | -- | - | - | - | -- | -- | -- | - | ----------------------------------- |
| 1  | U17 Viettel           | 3  | 3 | 0 | 0 | 9  | 2  | +7 | 9 | Vào vòng bán kết                    |
| 2  | U17 Sông Lam Nghệ An  | 3  | 2 | 0 | 1 | 4  | 4  | 0  | 6 | Vào vòng bán kết                    |
| 3  | U17 Hoàng Anh Gia Lai | 3  | 1 | 0 | 2 | 7  | 8  | −1 | 3 |                                     |
| 4  | U17 An Giang          | 3  | 0 | 0 | 3 | 3  | 9  | −6 | 0 |                                     |

1. ↑  Thi đấu trận bán kết 1
2. ↑  Thi đấu trận bán kết 2

| U17 Hoàng Anh Gia Lai | 0–2      | U17 Sông Lam Nghệ An                                                                                       |
| --------------------- | -------- | --- |
| Đỗ Thành Đạt (16) 31' | Chi tiết | Trần Mạnh Quỳnh (7) 67', 90+2' · Phạm Văn Ba (16) 11' · Hồ Khắc Lương (15) 48' · Nguyễn Văn Hiển (5) 90+1' |

| U17 An Giang           | 0–2      | U17 Viettel                                                                                            |
| ---------------------- | -------- | --- |
| Nguyễn Cao Vỹ (16) 83' | Chi tiết | Nguyễn Kim Nhật (9) 1' · Nguyễn Hữu Nam (16) 90+5' · Lê Công Đức (2) 30' · Lê Quốc Nhật Nam (11) 90+2' |

| U17 Sông Lam Nghệ An                              | 2–1      | U17 An Giang                                   |
| ------------------------------------------------- | -------- | ---------------------------------------------- |
| Trần Quốc Thành (9) 11' · Trần Mạnh Quỳnh (7) 47' | Chi tiết | Nguyễn Anh Duy (7) 34' · Trương Văn Dự (9) 50' |

| U17 Viettel                                                                         | 4–2      | U17 Hoàng Anh Gia Lai                                                           |
| ----------------------------------------------------------------------------------- | -------- | ------------------------------------------------------------------------------- |
| Bùi Tiến Sinh (10) 7' · Đặng Ngọc Đức (6) 39', 48', 74' · Lê Quốc Nhật Nam (11) 24' | Chi tiết | Nguyễn Tuấn Em (10) 45+2' · Nguyễn Nhĩ Khang (20) 58' · Hoàng Nhật Long (4) 33' |

| U17 Hoàng Anh Gia Lai | 5–2      | U17 An Giang                                                                                           |
| --- | -------- | --- |
| Cao Hoàng Tú (11) 6', 78' · Lê Văn Long (8) 8' · Lê Hữu Phước (7) 25' · Nguyễn Hoàng Trung Nguyên (9) 82' · Nguyễn Tuấn Em (10) 42' | Chi tiết | Phạm Quốc Việt (19) 67' · Trương Văn Dư (9) 69' · Nguyễn Trí Tuân (2) 40' · Phạm Hữu Nhiều (5) 49' 78' |

| U17 Viettel                                                                | 3–0      | U17 Sông Lam Nghệ An     |
| -------------------------------------------------------------------------- | -------- | ------------------------ |
| Đặng Ngọc Đức (6) 30' · Nguyễn Ngọc Tú (7) 63' · Nguyễn Trung Đạo (12) 68' | Chi tiết | Nguyễn Văn Việt (26) 30' |

### Vòng bán kết
| U17 SHB Đà Nẵng | 0–1      | U17 Sông Lam Nghệ An                                                          |
| --------------- | -------- | ----------------------------------------------------------------------------- |
|                 | Chi tiết | Nguyễn Văn Hiến (5) 67' · Trần Quôc Thành (9) 90' · Nguyễn Văn Hiến (5) 90+4' |

| U17 Viettel                                        | 1–0      | U17 PVF                                              |
| -------------------------------------------------- | -------- | ---------------------------------------------------- |
| Bùi Tiến Sinh (10) 84' · Nguyễn Văn Chức (1) 90+5' | Chi tiết | Trịnh Quang Trường (4) 83' · Tầy Văn Toàn (30) 90+3' |

### Trận chung kết
| U17 Sông Lam Nghệ An                                                                                 | 1–3      | U17 Viettel |
| --- | -------- | --- |
| Ngô Văn Lương (11) 86' · Hồ Khắc Lương (15) 45+2' · Nguyễn Phương Nam (2) 55' · Phạm Văn Ba (16) 71' | Chi tiết | Đặng Ngọc Đức (6) 25' · Nguyễn Ngọc Tú (7) 50' · Nguyễn Hữu Nam (16) 90+4' · Đặng Ngọc Đức (6) 42' · Nguyễn Văn Bá (1) 83' |

## Tổng kết mùa giải
- Đội vô địch: U17 Viettel
- Đội thứ Nhì: U17 Sông Lam Nghệ An
- Giải ba: U17 SHB Đà Nẵng và U17 PVF
- Giải phong cách: U17 Viettel
- Cầu thủ xuất sắc nhất: Võ Nguyên Hoàng (PVF)
- Thủ môn xuất sắc nhất: Nguyễn Văn Chức (Viettel)
- Cầu thủ ghi nhiều bàn thắng nhất: Đặng Ngọc Đức (Viettel), Võ Nguyên Hoàng (PVF) cùng 5 bàn thắng.